# Карл Мюррей
Карл Десмонд Мюррей (англ. Carl Desmond Murray, нар. 1955) — британський планетолог, провідний світовий експерт з кілець Сатурна, почесний професор математики та астрономії Лондонського університету королеви Марії. Спільно зі Стенлі Дермоттом написав всесвітньо відомий підручник з динаміки Сонячної системи.

## Освіта і кар'єра
Карл Мюррей народився у вересні 1955 року в Белфасті в Північній Ірландії, в сім'ї лікаря Френка Мюррея. Він виріс там і в Ньюкаслі, графство Даун. У 1977 році він здобув ступінь бакалавра наук з прикладної математики в Коледжі королеви Марії в Лондоні, отримавши відзнаку першого класу. Здобув ступінь доктора філософії в тому ж коледжі в січні 1980 року, захистивши дисертацію «Аспекти динамічної еволюції малих частинок у Сонячній системі» під керівництвом Айвана Вільямса.
Його подальша кар'єра також проходила в Коледжі королеви Марії, який згодом став Лондонським університетом королеви Марії. З 1995 року він працює професором кафедри астрономії Університету Флориди.
Інтереси Мюррея охоплюють усі аспекти динаміки Сонячної системи. З моменту 1990 року він був ключовим членом команди аналізу зображень космічної місії Кассіні — Гюйгенс. Він вивчав складну динаміку кілець Сатурна, особливо кільце F, а також гравітаційну взаємодію між кільцями та сусідніми супутниками.
У 2007 році група астрономів з Європейського космічного агентства під керівництвом Мюррея за допомогою зонда Кассіні виявила новий (60-й) супутник Сатурна.
Він також працював у провідних астрономічних журналах:
- (2014—2021) Науковий редактор Monthly Notices of the Royal Astronomical Society
- (1998—2004) Помічник редактора Celestial Mechanics and Dynamic Astronomy
- (1991—2010) Асоційований/консультуючий редактор Icarus

## Книги
- Planetary Ring Systems: Properties, Structure, and Evolution, with Matthew S. Tiscareno, 2018
- Solar System Dynamics, with Stanley F. Dermott, 2010[5]
- Atlas of the Planar, Circular, Restricted Three-Body Problem, with Othon C. Winter, 1994
- Expansion of the Planetary Disturbing Function of Eighth Ord, with David Harper, 1993

## Нагороди та відзнаки
- Член Королівського астрономічного товариства (з 1980)
- Член Міжнародного астрономічного союзу (з 1985)
- Член Американського астрономічного товариства (з 1990)
- Член Американського геофізичного союзу (з 2013)

На його честь названо астероїд 5598 Карлмюррей.